# Francesco Salviati (archevêque de Pise)
Pour les articles homonymes, voir Salviati et Francesco Salviati (homonymie).
Francesco Salviati, mort le 26 avril 1478 à Florence, est un membre de la famille Salviati, archevêque de Pise à partir de 1474.
Impliqué dans la conjuration des Pazzi contre les Médicis à Florence, il est exécuté sans délai malgré son statut d'homme d'Église.

## Biographie

### Origines familiales et formation
Francesco est le fils de Bernardo di Jacopo Salviati et d'Elisabetta Borromei. Les Salviati sont une grande famille florentine.

### Carrière
En 1464, il part à Rome où il entre au service de Francesco della Rovere (1414-1484), qui devient cardinal en 1467 et pape en 1471 sous le nom de Sixte IV. Il est aussi proche des neveux de della Rovere, Girolamo et Pietro Riario.
Francesco est nommé archevêque de Pise en 1474.
Il soutient les intérêts de la papauté contre le pouvoir des Médicis dans la république de Florence.

### La conjuration des Pazzi
Il est le plus notable des participants de la conjuration des Pazzi qui vise à éliminer les frères Laurent (1449 - 1492) et Julien de Médicis (1453-1478). 
Un attentat a lieu durant la messe de Pâques  le 26 avril 1478 dans la cathédrale Santa Maria del Fiore. Julien est tué, mais Laurent échappe aux assassins et conserve le contrôle de la cité, alors que les conjurés essaient en vain de soulever la population.
Francesco Salviati tente de s'emparer du Palazzo Vecchio, siège de la Seigneurie de Florence, mais il est fait prisonnier, condamné à mort et pendu le jour même aux murs du palais.
Le pape réagit en excommuniant Laurent et ses partisans (1er juin), en plaçant Florence sous interdit (20 juin) et en lançant une guerre contre Florence avec quelques alliés (royaume de Naples, Urbino, Sienne, etc.). Mais cette guerre est aussi un échec.

## Francesco Salviati dans la culture populaire
- Francesco Salviati est un personnage du jeu vidéo d'Ubisoft Assassin's Creed II.